# Ларсен, Петер Оррю
Петер Оррю Ларсен (норв. Peter Orry Larsen; 25 февраля 1989 Авейру, Португалия) — норвежский футболист, полузащитник клуба «Олесунн».

## Карьера
Петер Оррю Ларсен воспитанник клуба «Шавёйпулла». Профессиональную карьеру Петер Оррю Ларсен начал в 2007 году в клубе «Олесунн».
В 17-летнем возрасте Ларсен тренировался с «Манчестер Юнайтед», но из-за многочисленных травм вынужден был вернуться в Норвегию. В декабре 2009 года тренер резервной команды «Манчестер Юнайтед» Уле Гуннар Сульшер вновь пригласил Ларсена на просмотр. В феврале 2008 года шотландский «Селтик» проявлял интерес к Ларсену, но «Олесунн» не стал продавать игрока.
В январе 2017 года Ларсен перешёл в «Бранн», с которым заключил контракт на два года.
Петер Оррю Ларсен выступал за молодёжную сборную Норвегии (до 21 года).

## Достижения
- Обладатель Кубка Норвегии: 2009, 2011